# Isaiah Wynn
(en) Statistiques sur pro-football-reference
Isaiah Emmanuel Wynn, né le 9 décembre 1995 à St. Petersburg en Floride, est un joueur américain de football américain qui évolue au poste d'offensive tackle. Il joue avec la franchise des Dolphins de Miami dans la National Football League (NFL). Il a remporté le Super Bowl LIII avec les Patriots de la Nouvelle-Angleterre.

## Biographie

### Carrière universitaire
Étudiant à l'université de Géorgie, il joue avec les Bulldogs de 2015 à 2017.

### Carrière professionnelle
Il est sélectionné au 23e rang par les Patriots de la Nouvelle-Angleterre lors du premier tour de la draft 2018 de la NFL. Il est le sixième joueur des Bulldogs à être sélectionné lors du draft. Le 22 juin 2018, il signe son contrat recrue avec les Patriots. Son coéquipier de Géorgie, le running back Sony Michel, a également été choisi par les Patriots un peu plus tard durant la draft. Ils deviennent les premiers coéquipiers universitaires sélectionnés par la même équipe au premier tour d'une draft de la NFL depuis Carlos Rogers et Jason Campbell, joueurs d'Auburn, par les Redskins de Washington en 2005.
Lors du deuxième match de la pré-saison, il subit une Rupture du tendon d'Achille et manque l'entièreté de la saison 2018. Les Patriots gagnent le Super Bowl LIII sans lui. Le joueur multiplie les blessures, au doigt de pied en 2019 puis à un genou en 2020.